# 木蘭花 (電視劇)
《木蘭花》，2008年客家電視台偶像劇，果昱影像製作有限公司製作，由吳辰君、蕭薔、蕭淑慎、姚采穎、姚元浩、周群達、柏原收史、加藤侑紀主演。2008年11月4日開鏡，2009年2月16日殺青，2012年6月23日上檔。本劇為台北市政府衛生局輔導片。本劇和日本知名連續劇《偵探事務所》製作人大和田廣樹合作。此劇以客家話配音。

## 播出時間
以下時間以當地時間（台灣時間）為準

### 首播
| 片名   | 頻道       | 所在地 | 播放日期及時間               |
| ------ | ---------- | ------ | ---------------------------- |
| 木蘭花 | 客家電視台 | 台灣   | 2012年6月23日週六21:00~22:00 |

### 重播
| 片名 | 頻道 | 所在地 | 播放日期及時間 |
| ---- | ---- | ------ | -------------- |

## 演員陣容

### 主要演員
| 演員     | 角色   | 介紹                     |
| 吳辰君   | 何青   | 女子特警小組木蘭隊隊長。 |
| 蕭薔     | 潘麗紅 | 女子特警小組木蘭隊成員。 |
| 姚采穎   | 王玉蓮 | 女子特警小組木蘭隊成員。 |
| 加藤侑紀 | 丁鈴   | 女子特警小組木蘭隊成員。 |

### 其他演員
| 演員     | 角色     | 介紹                                         |
| 蕭淑慎   | 林雨文   | 前木蘭隊隊員。                               |
| 周群達   | 陳曦     | 警察局副局長。                               |
| 姚元浩   | 江杰     | 天蠍座。日本地下犯罪組織赤屍組台灣地區會長。 |
| 郭婷婷   | 江寧     | 是江杰沒有血緣關係的妹妹。                   |
| 柏原收史 | 偵探511  | 日本偵探5組織的優秀偵探。                    |
| 高捷     | 青山健悟 | 日本地下犯罪組織赤屍組中級幹部。             |
| 衛子雲   | 李中堂   | 警察局局長。                                 |

### 客串演出
| 演員       | 角色    | 介紹                                     |
| 藍鈞天     | 偵探588 | 日本偵探5組織台灣分部的優秀偵探。        |
| 戴立吾     | 朴志奇  | 台灣八卦幫幫主，潘麗紅的初戀情人。       |
| 大和田廣樹 | 赤屍    | 日本地下犯罪組織赤屍組組長。             |
| 王毓霖     | 冠育    | 陳曦的小學同學，準備上大聯盟的新星選手。 |

## 電視劇歌曲
| 曲別   | 歌名                                 | 演唱者         | 作詞   | 作曲   |
| 片頭曲 | 木蘭花                               | 卞慶華、劉亭佑 |        |        |
| 片尾曲 | 不夠溫柔                             | 蕭薔           | 王毓雅 | 高立碩 |
| 插曲   | Nothing will change my heart for you | 蕭薔           |        |        |

## 製作團隊
- 製作人：大和田廣樹
- 編　劇：
- 導　演：王毓雅
- 製作公司：果昱影像製作有限公司

## 新聞
- 花木蘭解凍客台播出 姚采穎難忘蕭淑慎氣魄 （页面存档备份，存于）

## 外部連結
- 《木蘭花》官方Facebook
- 《木蘭花》官方網站 （页面存档备份，存于）

## 作品的變遷
| 客家電視台 每週六21:00~22:00       | 客家電視台 每週六21:00~22:00                   | 客家電視台 每週六21:00~22:00 |
| ---------------------------------- | ---------------------------------------------- | ---------------------------- |
|                                    | 木蘭花 (2012.06.23-2012.12.29)                 |                              |
| 牽紙鷂的手 (2012.02.04-2012.06.16) | 他們在畢業的前一天爆炸 (2013.01.05-2013.02.02) |                              |